# NGC 2056
NGC 2056 je otvoreni skup u zviježđu Stolu. 

## Vanjske poveznice
- SEDS: NGC 2056